# Nenad Milijaš
Nenad Milijaš (Szerbül: Ненад Милијаш; Belgrád, 1983. április 30. –) szerb válogatott labdarúgó.
A szerb válogatott tagjaként részt vett a 2010-es világbajnokságon.

## Válogatott statisztika
| Szerb válogatott | Szerb válogatott | Szerb válogatott |
| Év               | Mérk.            | Gólok            |
| ---------------- | ---------------- | ---------------- |
| 2008             | 5                | 1                |
| 2009             | 9                | 2                |
| 2010             | 6                | 1                |
| 2011             | 5                | 0                |
| Összesen         | 25               | 4                |

## Sikerei, díjai
Crvena zvezda
- Szerb bajnok (3): 2005–06, 2006–07, 2013–14
- Szerb kupa (2): 2005–06, 2006–07